# Thorsten Walther
Thorsten Walther (* 20. September 1972 in Geislingen an der Steige) ist ein ehemaliger deutscher Fußballtorhüter.

## Karriere
1994 wechselte Walther vom SC Geislingen zum FC Augsburg. Nach eineinhalb Saisons wurde er vom VfB Stuttgart verpflichtet, wo er aber bei den Profis nicht zum Einsatz kam. Ein halbes Jahr später, im Januar 1996, kam er schließlich zum damaligen Bundesligisten Fortuna Düsseldorf, wo er in der Rückrunde den verletzten Stammtorhüter Georg Koch vertrat. Nach dem Abstieg blieb er im Verein, wo er, nach dem Abgang Kochs, zum Stammtorhüter wurde. In der Saison 1998/99 verlor er allerdings seinen Stammplatz an Frank Juric. Nach dem erneuten Abstieg 1999 wechselte Walther für ein Jahr nach Frankreich zum FC Toulouse, um anschließend seine Karriere zu beenden. Insgesamt bestritt er 14 Bundesliga- und 33 Zweitligaspiele.

## Sonstiges
Walther arbeitete nach seiner Fußballerkarriere als Freelance-Softwarearchitekt in Europa und Asien. Er hat eine Ausbildung zum Informatiker und spricht Englisch und Französisch. 2016 war er Mitbegründer von inspify. Die Firma unterstẗzt den Verkauf von Luxusgütern elektronisch.

## Erfolge
SC Geislingen
- Aufstieg in die Oberliga Baden-Württemberg: 1992

FC Toulouse
- Aufstieg in die Ligue 1: 2000